# Bodybag (Tasche)

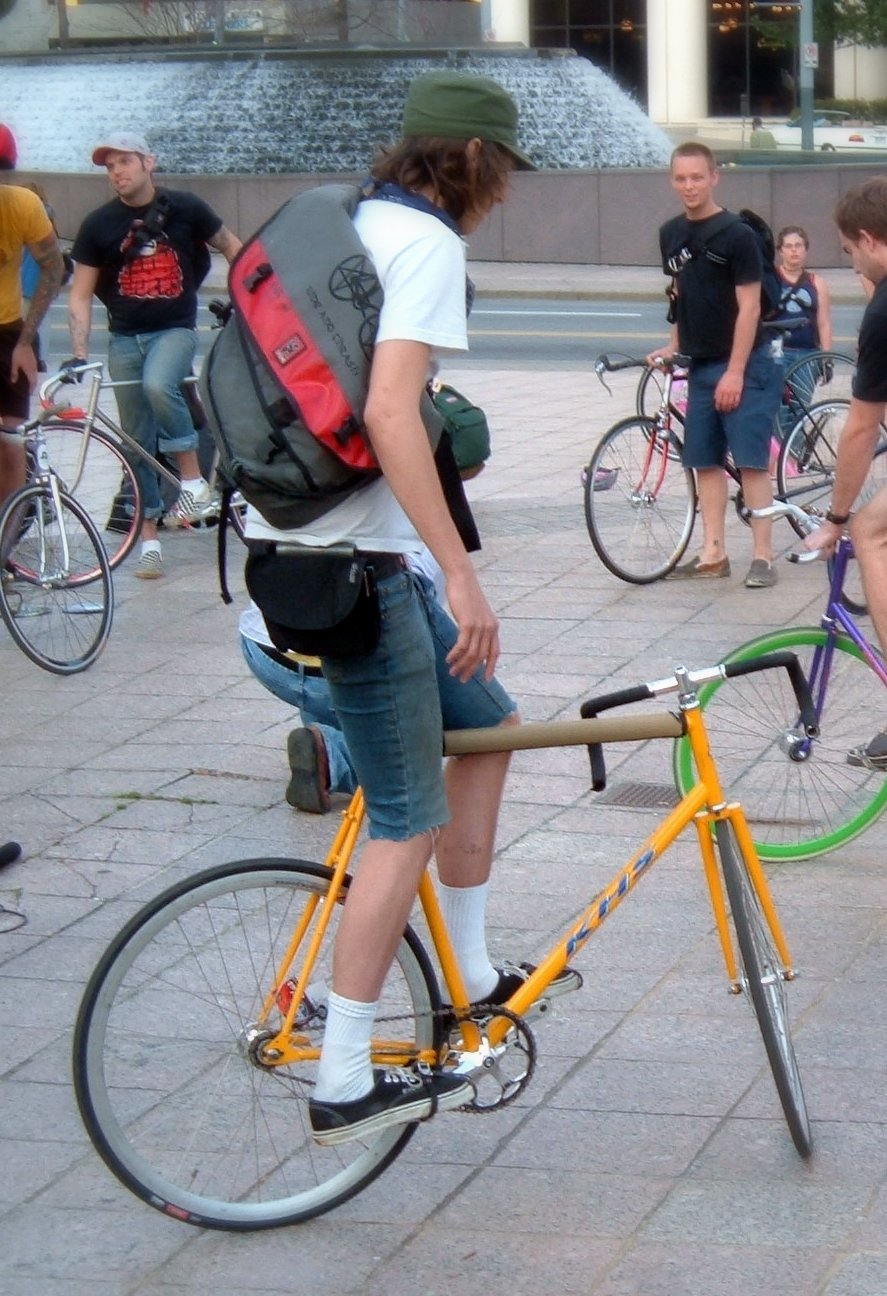
Fahrradfahrer mit Bodybag

Bodybag bezeichnet im deutschen Sprachraum seit Mitte der 1990er Jahre eine Taschenform, bei der das Korpus der Tasche mit einem Riemen diagonal über Brust und Rücken geschultert wird.
Der Begriff Bodybag wird häufig als typisches Beispiel für einen Scheinanglizismus genannt. Im Englischen heißt eine solche Tasche „messenger bag“, was wörtlich Kuriertasche bedeutet. Im Englischen versteht man unter body bag einen Leichensack. Der Begriff cross body bag bezeichnet im Englischen eine quer über den Körper gehängte, kleinere Umhängetasche.